# Američki iđirot
Američki iđirot (lat. Acorus americanus), višegodišnja močvarna biljka iz roda iđirota rasprostranjena po Sjevernoj Americi (sjever SAD-a i Kanada). Nekada je smatrana podvrastom obićnog iđirota, ali se od europskog i azijskog iđirota razlikuje po tome što je plodni diploid (2n = 24), dok je većina A. calamusa iz Europe i Azije sterilna triploidna vrsta, koja se širi samo nespolno. 
U Sjevernoj Americi, Indijanci su vjerojatno igrali značajnu ulogu u današnjoj distribuciji A. americanusa jer su mnoge skupine cijenile njezine rizome i bile su predmetom trgovine. Disjunktne populacije američkog iđirota pojavljuju se na lokalitetima koji su često u blizini starih indijanskih sela ili područja za kampiranje (M. R. Gilmore 1931.).
Naraste do 1,5 metara visine.

## Sinonimi
- Acorus calamus var. americanus Raf.

- A. americanus
- A. americanus
- A. americanus

## Vanjske poveznice
- Acorus americanus — several-veined sweetflag

|  | Zajednički poslužitelj ima još gradiva o temi Acorus calamus var. americanus |
|  | Wikivrste imaju podatke o taksonu Acorus americanus                          |